# Tequesta

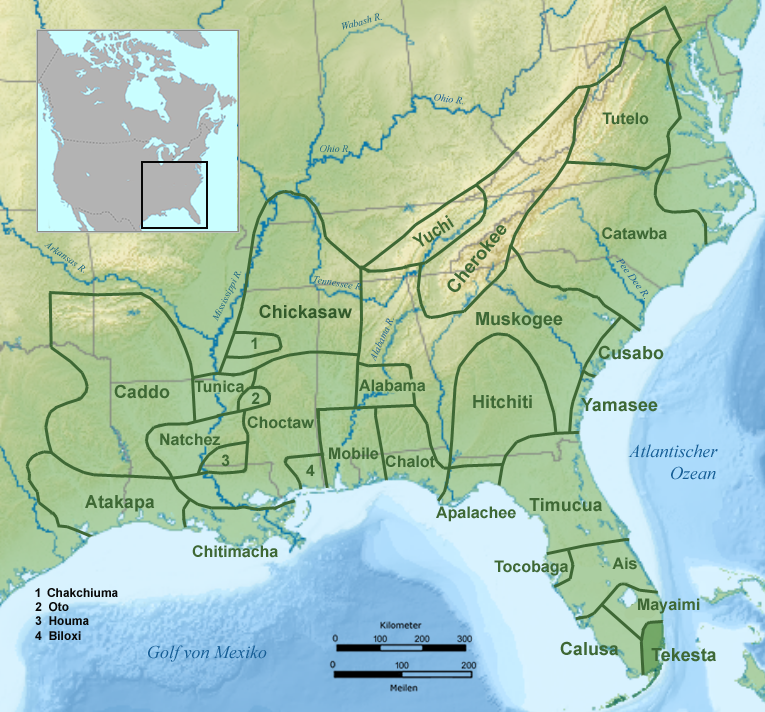
Carte des peuples Amérindiens du sud-est des États-Unis.(les Tequesta au sud de la Floride).

Les Tequesta étaient un peuple amérindien d'Amérique du Nord, qui occupaient la côte atlantique sud de la Floride, au moment de sa découverte par les Européens. Leur territoire s'étendait sur les comtés actuels de Broward et Miami Dade et incluait l'archipel des Keys. Ils auraient établi un village au Cap Sable, extrémité de la péninsule de Floride, au XVIe siècle. Leur ville principale, Tequesta, était probablement située à l'embouchure de la Miami River, sur la côte de la Baie de Biscayne. Les Tequesta vivaient principalement de cueillette, de pêche et de chasse.
Après la colonisation européenne, les Tequesta sont victimes de guerres, de maladies, de l'esclavage et des migrations forcées. Au début des années 1800, la tribu ne compte plus que quelques membres et finit par disparaître.
On attribue aux Tequesta le Miami Circle, un site archéologique situé à Miami.